# ك. كوبر
ك. كوبر (1878 - )  (بالإنجليزية: C. Cooper)‏ هو لاعب كريكت بريطاني. لعب مع Hampshire county cricket teams ‏.